# مجتبی میرهاشمی
مجتبی میرهاشمی، اسکی‌باز اهل ایران است که در المپیک زمستانی ۲۰۰۶ که که در تورین ایتالیا برگزار می‌شد ، در اسکی صحرانوردی و در رشته ۱۵ کیلومتر کلاسیک شرکت نمود و در رتبه ۹۰ قرار گرفت.